# مديرية المشنة

تعديل مصدري - تعديل

مديرية المشنة إحدى مديريات محافظة إب في وسط اليمن. بلغ عدد سكانها 101148 نسمة عام 2004.